# Abante (hijo de Melampo)
En la mitología griega, Abante (Ἄβας) es un personaje secundario que pertenece a la estirpe de los amitaónidas, bendecidos por Zeus por su sabiduría — esto es, el don de las palabras proféticas— . Efectivamente Abante es hijo de Melampo, el célebre adivino argivo, y éste a su vez lo es de Amitaón.
En los textos genealógicos a Abante se lo ubica dentro de la estirpe argiva pero nunca se menciona el nombre de su madre ni el de su esposa. No tiene historia propia y lo único que se sabe de él es que tuvo al menos dos hijos. En la Biblioteca mitológica se nos dice que su hija fue Lisímaca, la esposa de Tálao y madre, entre otros, de Adrasto, rey de Argos. No obstante Pausanias dice que su hijo fue Cérano y este a su vez fue padre de Poliido, otro reputado adivino.
Poetas tardíos y dentro de las narraciones argonáuticas imaginaron a Abante como el padre de Idmón. Dice Apolonio que Idmón se enroló en la expedición para que el pueblo no recelara de su fama, pero aclara que aunque Idmón era hijo de Abante públicamente en realidad Apolo fue su verdadero padre. Higino, siguiendo al autor anterior, especifica que la madre de Idmón y consorte de Apolo fue la ninfa Cirene, aunque esta filiación sólo es mantenida por este autor.